# Saison 2012 du Kawasaki Frontale
Maillots
Dernière mise à jour : 15 décembre 2012.
La saison 2012 du Kawasaki Frontale est la onzième saison du club de la préfecture de Kanagawa en première division du championnat du Japon, la huitième consécutive du club au sein de l'élite du football japonais.

## Avant-saison

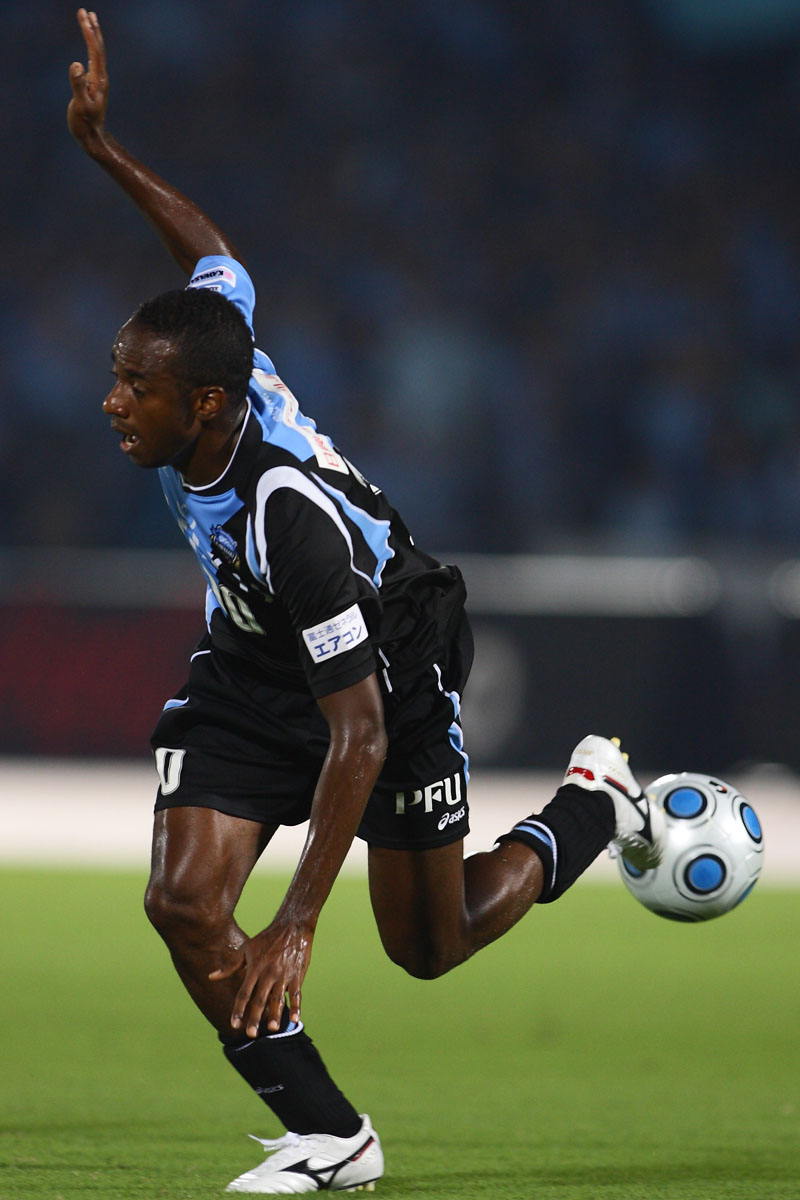
Présent depuis 2003 chez Frontale, le buteur emblématique du club Juninho quitte Kawasaki pour rejoindre les Kashima Antlers.

## Matchs officiels de la saison
Le tableau ci-dessous indique les rencontres officielles jouées par le Kawasaki Frontale dans l'ordre chronologique, lors de la saison 2012.

## Joueurs et encadrement technique
Le 11 avril 2012, le technicien japonais Naoki Sōma a été licencié par le club. Kawasaki le remplace par Tatsuya Mochizuki,, notamment ancien entraîneur du Vegalta Sendai. Le 23 avril, le club annonce l'arrivée de l'ancien international japonais Yahiro Kazama. Avant ce nouveau poste, il s'occupait de l'équipe de football de l'université de Tsukuba.